# Philip Keith Nelson

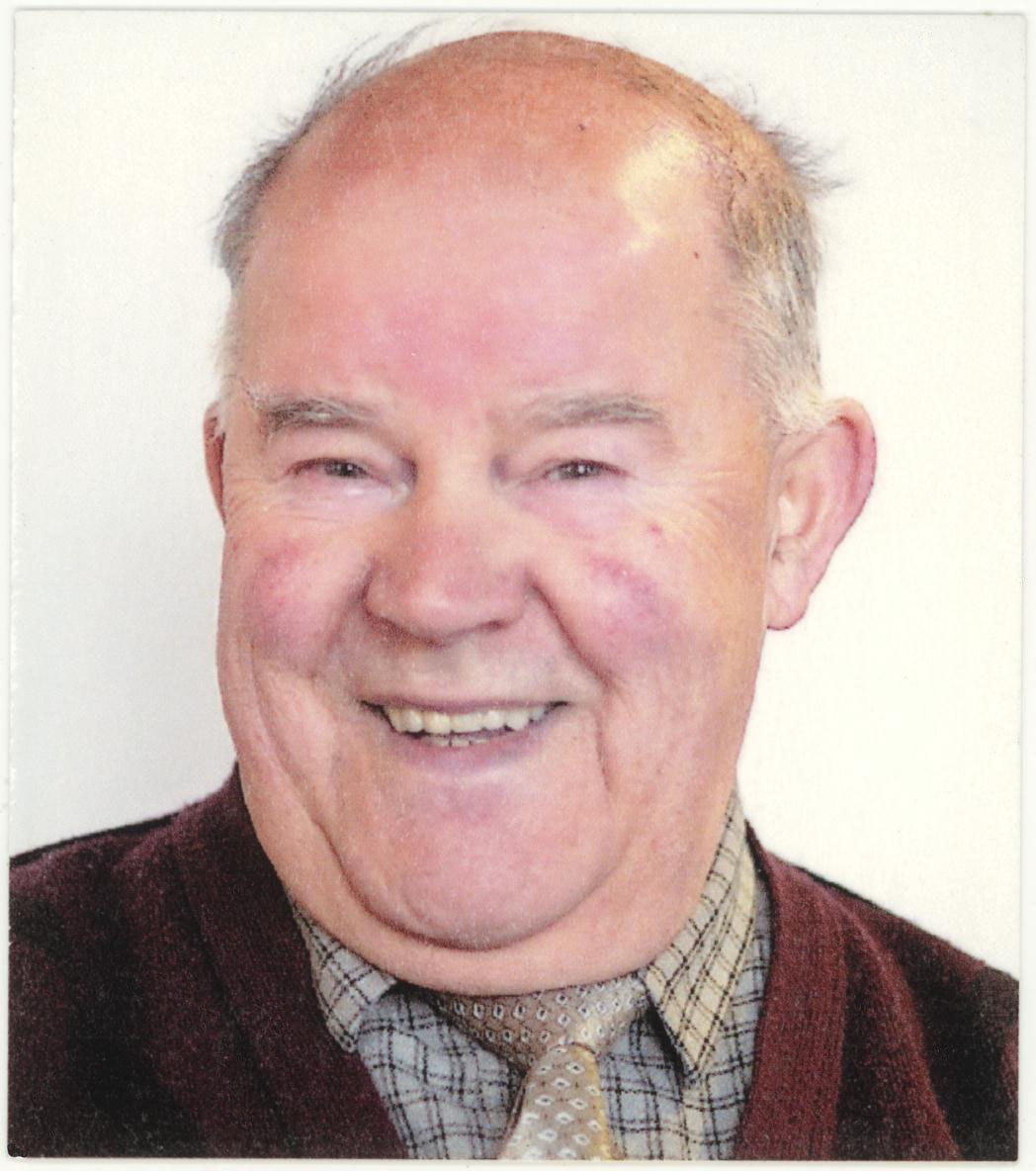
Philip K Nelson

Philip Keith Nelson, född 16 augusti 1930 i Cleckheaton, West Yorkshire, England, död 18 december 2006, var kåsör, författare, översättare samt forskare i hembygd och personhistoria.
Han emigrerade till Sverige och Borås 1954 och tog anställning vid Svenska Yllekoncernen AB, för att senare, 1962, flytta till Norrköping, som ansvarig för Sandoz försäljningskontor.
Hans mest uppmärksammade verk är en kritisk granskning av Carl Bernhard Wadström (1746-1799) som utkom 1998, Carl Bernhard Wadström, Mannen bakom myten. Där ifrågasätts den gängse bilden av Wadström som filantropen som hängav sitt liv åt utrotandet av slaveriet. Istället presenteras en bild av Wadström som en oppurtunist som tog till sig de samtida radikala synsätten och med starka kopplingar till swedenborgianism.
Han var också en stor beundrare av den gustavianska poeten och satirikern Anna Maria Lenngren (1754-1817), vars dikter han översatte till engelska. Ett urval av dessa översättningar gavs ut i bokform 1984.
Under sina sista år inledde han ett samarbete med visartisten Mats Paulson, som blev en nära vän och åt vilken han översatte flera av hans texter till engelska.